# اسمیتا پاتیل

اسمیتا پاتیل (انگلیسی: Smita Patil؛ ۱۷ اکتبر ۱۹۵۵ – ۱۳ دسامبر ۱۹۸۶) یک هنرپیشه اهل هند بود.
از فیلم‌ها یا برنامه‌های تلویزیونی که وی در آن نقش داشته‌است می‌توان به دل‌های شکسته اشاره کرد.
وی همچنین برنده جوایزی همچون جایزه فیلم‌فیر بهترین بازیگر زن شده‌است. او در تاربخ ۱۳ دسامبر ۱۹۸۶ در سن ۳۱ سالگی بعد از گذشت حدود دو هفته از تولد فرزندش از دنیا رفت.
حدود دو دهه بعد از مرگ اسمیتا پاتیل یکی از کارگردانان سرشناس هند مرگ اسمیتا پاتیل را یک اشتباه بزرگ و فاحش پزشکی خواند.
اسمیتا پاتیل مجری اخبار بمبئی بود

## فیلم‌شناسی
فهرست برخی از فیلم‌هایی که اسمیتا پاتیل در آنها به ایفای نقش پرداخته‌است:
- دل‌های شکسته
- قانون
- نمک حلال
- می‌خواره
- رستگاری
- نیمی از حقیقت
- نقش
- تکان ناگهانی
- با تو
- پایان شب
- در جستجوی قحطی
- چرخ
- غلامی
- خشم
- ادویه تند
- نگاه
- رقص رقص
- بازار
- آستانه
- انتقام از آتش
- پادشاه خیابان
- دشمن انسانیت
- معنی
- چرا آلبرت پینتو عصبانی میشه؟
- دلسوز
- صدای امروز
- آناند و آناند
- شعله‌های آتش
- جمعیت
- مژه‌های خیس
- رابطه با درد